# Höllgrund (Fernsehserie)
Höllgrund ist eine 2022 erschienene Thrillerserie der Drehbuchautoren Marc O. Seng und Maike Rasch. Die Serie wurde von Studio Zentral für den SWR produziert. Regie führten Hanno Olderdissen und Lea Becker.

## Handlung
Parallel zur Ankunft eines neuen Landarztes in einem Dorf im Schwarzwald beginnt eine Reihe mysteriöser Todesfälle. Die junge Polizistin Tanja Hartholz trifft bei ihren Ermittlungen auf Widerstände in der Dorfbevölkerung. Alle Toten sind verbunden durch ein Jahrzehnte zurückliegendes Ereignis.

## Figuren
| Figur               | Darsteller           |
| ------------------- | -------------------- |
| Tanja Hartholz      | Lou Strenger         |
| Josef Hartholz      | Nicki von Tempelhoff |
| Dr. Fabian Lambert  | August Wittgenstein  |
| Werner Freischütz   | Andreas Anke         |
| Moni Freischütz     | Ulrike Tscharre      |
| Dr. Hajo Armbruster | Heiner Lauterbach    |
| Max Freischütz      | Jakob Gessner        |
| Siggi Zenner        | Guido Renner         |
| Theresa             | Alissa Atanassova    |
| Birgit Decker       | Joy Maria Bai        |

## Entstehung
Die Serie wurde von Studio Zentral im Auftrag des SWR produziert.
Im Vorspann der einzelnen Folgen ist ein Scherenschnitt zu sehen, der eine Zusammenfassung der komplexen Handlung darstellt. Vor jeder Folge wird ein anderer Aspekt hervorgehoben. Auffällig ist zudem, dass das Bildverhältnis wechselt: Die Rückschauen in das zentrale Ereignis der Serie in den 1990er Jahren sind im Seitenverhältnis 4:3 gedreht, die in der Jetzt-Zeit stattfindende Handlung dagegen im Verhältnis 16:9.

## Veröffentlichung
Die acht Folgen der Serie waren erstmals am 31. Oktober und dem 1. November 2022 (und damit rund um Halloween, was der morbiden Grundstimmung der Serie entsprechen sollte) jeweils ab 20.15 Uhr im SWR zu sehen. Online war die Serie bereits ab 16. September 2022 in der Mediathek der ARD verfügbar.
Im Nachgang zur Serie wurde in Zusammenarbeit mit Rocket Beans TV auch ein Pen-&-Paper-Rollenspiel unter dem Titel „Der Schützenverein – Eine Höllgrund-Geschichte“ produziert. Das Spiel war im Oktober 2022 u. a. auf Twitch und YouTube zu verfolgen.

## Episoden
| Nr. (ges.) | Nr. (St.) | Originaltitel         | Erstausstrahlung DE |
| --- | --------- | --------------------- | ------------------- |
| 1 | 1         | Der gute Doktor       | 31.10.2022          |
| Der Landarzt Hayo Armbruster berichtet der jungen Polizistin Tanja Hartholz, dass er in Rente gehen möchte, und dass auch schon ein Nachfolger gefunden sei. Am nächsten Morgen wird Dr. Armbruster erhängt aufgefunden, doch Tanja zweifelt an einem Selbstmord, und bespricht dies auch mit ihm. Dabei ist unklar, ob sie ein Selbstgespräch führt oder mit dessen Geist. Der neue Landarzt, Fabian Lambert, erdrosselt eine Patientin, die glaubt, ihn von früher zu kennen. |           |                       |                     |
| 2 | 2         | Immer Ärger mit Irmi  | 31.10.2022          |
| Tanja erkennt, dass der verstorbene Landarzt mit einer verheirateten Frau im Dorf mehrere Kinder zeugte. Ihre Vermutung, dass dies ein Mordmotiv sein könnte, bestätigt sich jedoch nicht. Lambert attestiert, dass die von ihm erdrosselte Patientin, die Mutter des Polizisten Werner Freischütz, eines natürlichen Todes gestorben ist. Der Wirtshausbesitzer Siggi meint ebenfalls, Lambert von früher zu kennen, und wird von diesem angegriffen. Tanja verfolgt den Täter, ohne zu wissen, dass es sich um Lambert handelt, und wird von diesem niedergeschlagen. |           |                       |                     |
| 3 | 3         | Sonntags im Wald      | 31.10.2022          |
| Siggi verrät Tanja nicht, wer der Angreifer war, und spricht von Fabian Lambert als dem „Ivo“. Lambert meint gegenüber Tanja, dass es sich um eine Verwechslung handeln müsse. Lambert spricht alleine mit einer unbekannten Frau, die ihm mit einem slawischen Akzent sagt, dass man ihn früher oder später erkennen würde, und dass es nur einen Weg gäbe. Siggi erschießt sich. |           |                       |                     |
| 4 | 4         | Hausbesuche           | 31.10.2022          |
| Tanjas Vater Josef, ein Besitzer einer Fleischfabrik, nennt Lambert ebenfalls Ivo, und berichtet seiner Tochter, dass vor vielen Jahren eine gewisse Theresa, eine Gastarbeiterin vom Balkan, ins Dorf kam. Sie arbeitete bei Siggi im Wirtshaus. Sie starb mit ihrem Sohn Ivo, mit dem Tanja als Kind befreundet war, bei einem Brand. Lambert greift in der Kirche den Pfarrer Paul an und tötet diesen. Tanja hebt das Grab von Theresa und Ivo aus, und erkennt, dass einer der beiden Särge leer ist. |           |                       |                     |
| 5 | 5         | Mutterliebe           | 01.11.2022          |
| Lambert bestreitet gegenüber Tanja, Ivo zu sein. Werner Freischütz versucht auf Drängen seiner Frau Moni, Tanja von weiteren Ermittlungen aufzuhalten. Pauls Tod wird als Unfall aufgenommen, doch Tanja zweifelt hieran, zumal sie eine Spritze in der Kirche findet. Tanja erfährt, dass ihr Vater das Feuer legte, und der Brand auf einem Grundstück geschah, auf dem ihr Vater anschließend seine Fabrik baute. Zum Brandzeitpunkt sei Theresa aber bereits tot gewesen. Als Tanja das LKA informieren möchte, wird sie von Werner Freischütz angegriffen. Lambert/Ivo attackiert Moni Freischütz.                                                                                |           |                       |                     |
| 6 | 6         | Unser Chor            | 01.11.2022          |
| Die Folge rekapituliert die Ereignisse aus den 1990er Jahren. Josef hatte eine Beziehung mit Theresa, die im Dorf kritisch beäugt wird. Einige Männer stellen ihr nach, einige Frauen sind eifersüchtig. Bei einer kleinen Feier stößt Moni Theresa um, die dabei schwer verletzt wird. Hajo Armbruster, dessen Avancen Theresa zurückgewiesen hat, sagt, sie sei nicht mehr zu retten und werde verbluten. Man beschließt, sie sterben zu lassen. Durch einen von Werner gelegten Brand werden die Spuren verwischt, und Armbruster attestiert einen natürlichen Tod. Ivo wird jedoch als Zeuge des Vorgangs bemerkt. Josef Hartholz gibt an, er würde den Zeugen aus dem Weg räumen. |           |                       |                     |
| 7 | 7         | Der Sheriff           | 01.11.2022          |
| Rückblick auf den Moment, als Ivo in dem Dorf als neuer Landarzt ankommt. Erst in diesem Moment konnte er sich an die Geschehnisse von damals erinnern. Ivo wird von Werner, Moni und Max Freischütz gefangen genommen, aber von Tanja befreit. Ivo erzählt Tanja, dass er Dr. Armbruster mit dessen Verstrickung in den Mord an seiner Mutter konfrontierte, woraufhin dieser ihn angriff. In Notwehr tötete Ivo Dr. Armbruster, und konstruierte einen Selbstmord. Moni hat Josef in ihrer Gewalt und erpresst damit Tanja. |           |                       |                     |
| 8 | 8         | Gute alte Traditionen | 01.11.2022          |
| Werner berichtet seiner Tochter, dass er Ivo damals nicht ermorden konnte, ihn nach Frankreich brachte und vor einem Krankenhaus zurückließ. Max erschießt Josef. Tanja hält in ihrem Polizeibericht fest, dass Werners Verletzungen auf einen Motorradunfall zurückzuführen sind. Dr. Lambert bestätigt dies, und ebenso, dass Josef an Herzversagen starb. Für die Ereignisse gibt es damit keine Beweise, alle Todesfälle sehen wie Unfälle oder Selbstmorde aus. |           |                       |                     |

## Rezeption
Die Rezensionen fielen tendenziell positiv aus. So berichtet Tilmann P. Gangloff im RND, es handele sich um eine „intelligent erzählte, clever konzipierte und mit Liebe zum blutigen Detail umgesetzte Schwarzwald-Krimiserie“.
Christian Seidl attestiert der Serie in der Berliner Zeitung, besser zu sein „als alles, was das deutsche Fernsehen an Heimat- und Provinzkrimis je zustande gebracht“ habe.
Eric Leimann schreibt bei teleschau, die Frage nach dem Täter werde zu früh aufgelöst, und es gäbe zu viele Wendungen, aber dennoch sei die Serie "wegen schöner Schauspielmomente und feiner Ideen" unterhaltsam.